# پساور
پساور (به لاتین: Pesawur) یک منطقهٔ مسکونی در افغانستان است که در ولایت نورستان واقع شده‌است.